# 소년 메이드
《소년 메이드》(일본어: 少年メイド)는 오토 타치바나가 그린 일본의 유사 가족 코메디 만화이다. 엔터브레인의 〈B's-LOG COMIC〉(구 Comic B's-LOG) 2008년 4호부터 연재 중이다. 카도카와 츠바사 문고에서 후지사키 아유나에 의해 소설화되었다.

## 줄거리
어머니를 여의고 고아가 된 소년인 코미야 치히로는 가사 전반을 완벽하게 해내는 건강한 초등학생이다. 숙부인 타카토리 마도카에게 거두어지게 되지만, 치히로는 그것을 거절해 버린다. 쓰레기가 잔뜩 쌓인 저택을 치히로가 이성을 잃은 채 맹렬하게 청소하는 모습을 보고 엔이 치히로에게 어느 제안을 하게 된다. 그것은 엔이 생활 환경을 제공하는 대신에 치히로가 가사 전반을 일임하는 제안이었다. 그 제안을 치히로는 승낙하여, 타카토리 가의 일원이 되었…으나, 전달된 유니폼은 메이드 느낌이 나는 하늘하늘거리는 교복이었다. 이것으로 타카토리 가의 「메이드」로 일하게 된 치히로는 대체 어떻게 되는 것인가?

## 서적 정보

### 만화
출판 - 엔터브레인
- 제1권 (ISBN 4757745990) - 2008년 12월 1일 발매
- 제2권 (ISBN 4757749392) - 2009년 6월 1일 발매
- 제3권 (ISBN 4047262196) - 2010년 2월 1일 발매
- 제4권 (ISBN 4047270572 {{isbn}}의 변수 오류: 유효하지 않은 ISBN.) - 2011년 2월 28일 발매
- 제5권 (ISBN 9784047277151) - 2011년 12월 29일 발매
- 제6권 (ISBN 9784047288461) - 2013년 4월 1일 발매
  - 드라마 CD 부록 특장판 제 6권 (ISBN 9784047288478) - 2013년 4월 1일 발매
- 제7권 (ISBN 9784047294301) - 2014년 2월 13일 발매
- 제8권 (ISBN 9784047300255) - 2014년 11월 1일 발매
- 제9권 (ISBN 978-4-04-734026-8) - 2016년 4월 1일 발매

출판 - 대원씨아이
- 제1권 (ISBN 9788925258638) - 2010년 4월 15일 발매
- 제2권 (ISBN 9788925260594) - 2010년 6월 15일 발매
- 제3권 (ISBN 9788925261485) - 2010년 8월 15일 발매
- 제4권 (ISBN 9788925287287) - 2011년 11월 15일 발매
- 제5권 (ISBN 9788967256241) - 2012년 11월 9일 발매
- 제6권 (ISBN 9788968227769) - 2013년 11월 15일 발매
- 제7권 (ISBN 9791157547821) - 2015년 7월 15일 발매
- 제8권 (ISBN 9791133417810) - 2016년 4월 5일 발매

### 소설
저: 후지사키 아유나
- 소년 메이드 슈퍼 초등학생・치히로에게 맡겨줘! ([[:ja:Special:BookSources/9784046314482|ISBN 9784046314482]]) - 2014년 9월 15일 발매

## TV 애니메이션
2016년 4월부터 TBS·CBC·선 TV·BS-TBS에서 방영 중이다.

### 스태프
- 감독 - 야마모토 유스케
- 시리즈 구성 - 나카무라 요시코
- 캐릭터 디자인 - 이시다 카나
- 애니메이션 제작 - 에이트 비트

### 주제가
오프닝 테마 「Innocent promise」
노래 - TRUSTRICK
엔딩 테마 「줄곧 Only You」(ずっとOnly You)
노래 - 유정천 BOYS (하나에 나츠키, 야시로 타쿠, 야마모토 카즈토미)

### 각화 리스트
| 화수   | 일본어 부제                     | 번역 부제                               | 각본                         | 그림 콘티                                | 연출                                       | 작화감독 | 총작화감독                           | 엔드 카드                      |
| ------ | ------------------------------- | --------------------------------------- | ---------------------------- | ---------------------------------------- | ------------------------------------------ | --- | ------------------------------------ | ------------------------------ |
| 제1화  | はたらかざる者 食うべからず     | 일하지 않는 자 먹지도 말라              | 나카무라 요시코 (中村能子)   | 야마모토 유스케 (山本裕介)               | 스즈키 타카아키 (鈴木孝聡)                 | 후쿠나가 토모코(福永智子) 타마키 리에(玉木李枝)                                                               | 이시다 카나 (石田可奈)               | 이와사키 미나코 (岩崎美奈子)   |
| 제2화  | しっぱいは成功の母              | 실패는 성공의 어머니                    | 나카무라 요시코 (中村能子)   | 쿠라타 아야코 (倉田綾子)                 | 야마시타 에미 (山下英美)                   | 코지마 아키라(小島彰) 스기토 사유리(杉藤さゆり)                                                               | 이시다 카나 요시카와 마호 (吉川真帆) | 카스카베 아키라 カスカベアキラ |
| 제3화  | いぬは三日飼えば 三年恩を忘れぬ | 개는 사흘 기르면 3년 은혜를 잊지 않는다 | 후데야스 카즈유키 (筆安一幸) | 이우치 슈지 (井内秀治)                   | 이토가신타로 (いとがしんたろー)            | 요시다 타카히코(吉田隆彦) 이시이 카오리(石井かおり)                                                           | 이시다 카나                          | 하이바라 야쿠 (灰原薬)         |
| 제4화  | 好きこそ 物の上手なれ           | 좋아하는 일은 능숙하기 마련             | 후데야스 카즈유키 (筆安一幸) | 요시다 타이조 (吉田泰三)                 | 키타하타 토루 (喜多幡徹)                   | 에모리 마리코(江森真理子) 아즈마 미호(東美帆) 바바 류이치(馬場竜一) 코지마 아키라                             | 요시카와 마호                        | 타네무라 아리나                |
| 제5화  | だんしの一言金鉄の如し          | 남아일언중천금                          | 나카무라 요시코              | 시무라 히로아키 (誌村宏明)               | 모리 요시히로 (森義博)                     | 코바야시 토시미츠(小林利充) 야마우치 노리야스(山内則康)                                                       | 타나카 노리에 (田中紀衣)             | 森夕                           |
| 제6화  | 袖振り合うも多生の縁            | 소매를 스쳐가는 것도 인연               | 후데야스 카즈유키            | 지미 스톤 (ジミー・ストーン)             | 지미 스톤 (ジミー・ストーン)               | 사카이 히데키(酒井秀基) 타마키 리에 후쿠나가 토모코 이시다 카나                                               | 이시다 카나                          | 사타(沙汰)                     |
| 제7화  | 学問は一日にしてならず          | 학문은 하루아침에 되지 않는다           | 야마구치 료타 (山口亮太)     | 이우치 슈지                              | 나카야마 아츠시 (中山敦史)                 | 오구라 노리코(小倉典子) 히라우마 코지(平馬浩司)                                                               | 요시카와 마호                        | 모모땅(ももたん)               |
| 제8화  | 来年を言えば鬼が笑う            | 현재에 충실하라                         | 나카무라 요시코              | 쿠라타 아야코                            | 쿠라타 아야코                              | 야마나카 마사히로(山中正博)                                                                                   | 타나카 노리에                        | 키이 칸나 (紀伊カンナ)         |
| 제9화  | 情けは人の為ならず              | 정은 남을 위한 것이 아니다              | 후데야스 카즈유키            | 야마모토 유스케 나가이 하루키 (長井春樹) | 모리 요시히로                              | 이토지마 마사히코(糸島雅彦) 카지우라 신이치로(梶浦紳一郎) 사쿠라이 코노미(桜井このみ) 사토 코노미(佐藤このみ) | 타나카 노리에                        | 유키히로 우타코 (雪広うたこ)   |
| 제10화 | 暑さも寒さも彼岸まで            | 더위도 추위도 히간 까지                 | 나카무라 요시코              | 시무라 히로아키                          | 모리 요시히로                              | 야마우치 노리야스                                                                                             | 요시카와 마호                        | 나루시마유리 (なるしまゆり)    |
| 제11화 | 少年よ大志を抱け                | 소년이여 큰 뜻을 가져라                 | 야마구치 료타                | 히라마키 다이스케(平牧大輔)              | 히라마키 다이스케(平牧大輔)                | 사카이 히데키 지미 스톤 사쿠라이 코노미 사토 코노미 김이성(金二星)                                            | 이시다 카나 타나카 노리에            | 타나카 노리에 이시다 카나      |
| 제12화 | 終わり良ければすべて良し        | 결과만 좋으면 나머진 문제 없다          | 나카무라 요시코              | 이우치 슈지                              | 야마모토 유스케 키쿠치 야스히토 (菊地康仁) | 타마키 리에 스기토 사유리                                                                                     | 요시카와 마호 이시다 카나            | 오토 타치바나                  |

### BD / DVD
| 권 | 발매일          | 수록화          | 규격품번  | 규격품번  | 규격품번  |
| 권 | 발매일          | 수록화          | BD 초회판 | BD 통상판 | DVD       |
| -- | --------------- | --------------- | --------- | --------- | --------- |
| 1  | 2016년 6월 22일 | 제1화 - 제3화   | COXC-1171 | COXC-1181 | COBC-6911 |
| 2  | 2016년 7월 27일 | 제4화 - 제6화   | COXC-1172 | COXC-1182 | COBC-6912 |
| 3  | 2016년 8월 24일 | 제7화 - 제9화   | COXC-1173 | COXC-1183 | COBC-6913 |
| 4  | 2016년 9월 28일 | 제10화 - 제13화 | COXC-1174 | COXC-1184 | COBC-6914 |

### 인터넷 텔레비전
《유정천☆니코생》(有頂天☆ニコ生)은 2016년 4월 11일부터 니코니코 생방송에서 격주로 방송되고 있는 프로그램이다. 3월 14일에 첫회가 방송되었다. 출연은 유정천 BOYS의 하나에 나츠키, 야시로 타쿠, 야마모토 카즈토미.